# Giovanni Perricelli

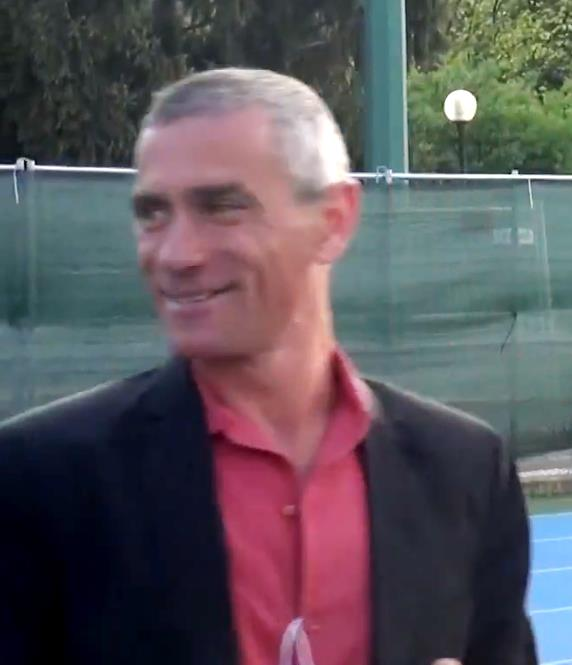
Gianni Perricelli 2015

Giovanni Perricelli (* 25. August 1967 in Mailand) ist ein ehemaliger italienischer Geher.
International trat er vor allem auf der 50-Kilometer-Distanz in Erscheinung. Bei den Olympischen Spielen 1988 belegte er den elften Platz, bei den Europameisterschaften 1990 den siebten Platz, beim Weltcup der Geher 1991 den fünften Platz und bei den Leichtathletik-Weltmeisterschaften 1993 den dreizehnten Platz. 1992 bei den Olympischen Spielen in Barcelona erreichte er das Ziel nicht.
Seine ersten internationalen Medaillenerfolg erzielte Perricelli bei den Europameisterschaften 1994 in Helsinki. In persönlicher Bestzeit von 3:43:55 h holte er dort über 50 km die Bronzemedaille hinter Waleri Spizyn und Thierry Toutain.
Den größten Erfolg seiner Karriere feierte Perricelli bei den Leichtathletik-Weltmeisterschaften 1995 in Göteborg. Dort gewann er über 50 km in 3:45:11 h die Silbermedaille hinter Valentin Kononen und vor Robert Korzeniowski.
1996 wurde Perricelli bei den Olympischen Spielen in Atlanta Dreizehnter im 50-km-Gehen und Sechzehnter im 20-km-Gehen. Bei den Leichtathletik-Weltmeisterschaften 1997 belegte er über 50 km den vierzehnten Rang. Dagegen musste er bei den Leichtathletik-Weltmeisterschaften 1999 und bei den Olympischen Spielen 2000 das Rennen vorzeitig aufgeben.
Giovanni Perricelli ist 1,70 m groß und hatte ein Wettkampfgewicht von 57 kg. Er startete für die GS Fiamme Azzurre.

## Bestleistungen
- 10.000 m: 39:33,12 min, 4. Juni 1994, Formia
- 20 km: 1:21:37 h, 29. Juni 1991, Örnsköldsvik
- 50 km: 3:43:55 h, 13. August 1994, Helsinki